# Tatra T3
Татра T3 — трамвайные вагоны, изготовлявшиеся предприятием ЧКД Прага с 1960 по 1999 год. Всего было произведено 14 113 вагонов (включая прицепные безмоторные), что делает Татру Т3 вторым по массовости трамваем в мире после КТМ-5. В основном они использовались в Чехословакии и в СССР. Более 1000 таких трамваев было поставлено в Прагу, Москву и Киев. В ограниченных количествах трамваи этой модели поставлялись в ГДР, Румынию и Югославию.Татра T3 (с учётом модернизированных вагонов) до сих пор является основным типом подвижного состава во многих чешских, российских и украинских городах.
При проектировании предполагалось, что трамваи Татра T3 должны были иметь пассажировместимость не меньшую, чем вагоны Татра T2, без усложнения производства подвижного состава. 

## Конструкция
Вагоны выпуска с 1975 года допускают работу по системе многих единиц до трёх вагонов в составе, выпущенные до 1975 года — в двухвагонных СМЕ.
Минимальный радиус кривой для одиночного вагона — 15 м, для СМЕ — 18 м, наименьший радиус двух обратных кривых, сопряжённых без прямой вставки — 30 м, при меньшем радиусе кривые должны быть разделены прямой вставкой не короче 7 м. Наибольший продольный уклон для вагонов с равнинной передачей (передаточное число редуктора 7,43 или 7,36) составляет 80 ‰, допустимый на отрезках не более 300 м — 90 ‰. Горная передача (9,36) позволяет эксплуатацию на уклонах до 100 ‰ без ограничения протяжённости 
Вагоны семейства «Tatra» не имеют пневматического оборудования, только механическое и электрическое. К механическому относят: кузов, ходовые части, тормозные устройства и вспомогательное механическое оборудование. Электрическое оборудование включает силовое и вспомогательное.

### Кузов
Кузов вагона обтекаемой формы, имеет жёсткую цельнометаллическую несущую конструкцию и состоит из рамы и штампованных крышевых и бортовых шпангоутов с приваренными к ним листами боковой обшивки и крыши. Передняя и задняя лобовые стенки вагона имеют скруглённую форму с наклоном в верхней части и изготовлены из негорючего, самозатухающего стеклопластика. Боковые стены спереди и сзади имеют сужения.
Рама вагона цельносварная из штампованных и прокатных деталей, состоит из хребтовой балки коробчатого профиля, боковых балок швеллерного профиля, лобовой и задней концевых балок, поперечных и раскосых балок для крепления различного оборудования, подножек, Н-образной рамы для крепления ускорителя и мотор-генератора и шкворневых балок для опирания кузова на тележки. В шкворневые балки вварены литые стальные цилиндрические цапфы, входящие в подпятники тележек, и крепящиеся предохранительными болтами. Между цапфами и подпятниками располагается текстолитовый или латунный смазанный вкладыш. Вилки сцепных приборов вварены в концы хребтовой балки.
К раме крепятся штампованные шпангоуты, состоящие из стоек и крышевых дуг, к стойкам приварена обшивка из стального листа толщиной 2,4 мм, для доступа к подвагонному оборудованию ниже уровня рамы обшивка состоит из откидных фальшбортов. Крыша из стальных листов приваривается к каркасу в натянутом состоянии, посередине крыши для электробезопасности прокладывается резиновый нескользкий коврик. Вагон снаружи окрашивается полиуретановыми красками, внутри покрывается антикоррозийной краской и противошумной мастикой.
С левой стороны вагон имеет по восемь боковых окон, при этом первое и последнее окна расположены в сужающейся части. С правой стороны напротив них вместо первого и последнего окон, а также пятого окна у трёхдверных вагонов, расположены входные двери, а остальные окна расположены аналогично. Остекление салона — безосколочным стеклом с резиновыми уплотнителями, в оконечностях вагона — гнутыми панорамными стёклами, состоящими из трёх частей — широкой центральной и двух угловых.
- Двухдверный вагон Tatra T3, вид спереди справа
- Сплотка из двух трёхдверных вагонов Tatra T3, вид спереди справа
- Сплотка из двух вагонов Tatra T3, вид сзади слева

### Интерьер

#### Пассажирский салон
Сиденья в салоне вагона расположены вдоль направления движения по бокам от центрального прохода либо по двухрядной схеме 1+1, либо по трёхрядной схеме 1+2 (одноместные сиденья расположены с левой стороны, двухместные — с правой), по два поперечных ряда напротив каждого бокового окна, кроме первого по левому борту. Большая часть сидений ориентирована по направлению вперёд, но отдельные сиденья в различных вариантах салона могут быть направлены назад (как правило — сиденья в ряду справа позади двери) или вбок. С левой стороны вагон имеет 13 или 14 одиночных сидений, а с правой — либо 12 одиночных сидений или пар сидений в двухдверном исполнении, либо 10 в трёхдверном исполнении, при этом часть сидений с правой стороны в салоне схемы 1+2 — одиночные. В большинстве вагонов Tatra T3SU вместо одиночного сиденья слева в 14 ряду было установлено три сиденья чуть дальше в задней части вагона. До 1972 года вагоны оборудовались местом кондуктора, но при широком распространении бескондукторного обслуживания от него отказались. Сиденья на стальном каркасе с поручнем на спинке амортизированы поролоном и обшиты искусственной кожей. По требованию заказчика устанавливались жёсткие сиденья из стеклопластика. Продольные и поперечные поручни — из стальных труб, окрашенных молотковой эмалью, покрытых пластиковым напылением или натянутыми трубками.
Для посадки и высадки пассажиров вагон оборудован двумя либо тремя дверьми по правой стороне. Двери шарнирные четырёхстворчатые, с резиновым уплотнением, остеклённые безосколочным стеклом, с поручнями на створках двери и посередине проёма, имеются петли для запирания вагона на висячий замок. Близ дверей располагаются кнопки аварийного открывания дверей и экстренного торможения, управление дверьми из кабины водителя раздельное, снабжено индикаторами «закрыто-открыто». Перед дверями имеется две ступеньки ниже уровня пола вагона.
Пол вагона — из бакелизированной фанеры толщиной 18 мм, покрыт резиновым рифлёным ковриком, для доступа к подвагонному оборудованию имеются уплотнённые люки. Потолок гладкий из древесноволокнистой плиты. Обшивка салона из древесноволокнистой плиты, оклеенной умакартом, стойки между окон окрашенные или оклеенные моющимися обоями. Между внутренней и наружной обшивкой имеется теплоизоляция толщиной 25 мм.
Для отопления применяется тепло, выделяемое на сопротивлениях в силовой цепи вагона (пускотормозные реостаты). Реостаты охлаждаются воздухом, который мотор-генератор с вентилятором гонит в салон по отопительному воздуховоду вдоль правой стороны вагона. Дополнительно салон отапливается 33 электрическими печами (200 Вт, 200 В), которые по правой стороне салона установлены в отопительном канале, а по левой стороне — в тумбах сидений. Принудительной вентиляции салона не имеется, для вентиляции служат сдвижные форточки в боковых стёклах и три люка, из которых передний открывается вперёд для забора воздуха, а средний и задний — назад для его выброса.
Освещение салона люминесцентное. Из-за того, что трамвай питается постоянным током, лампы теряют эмиссию и выходят из строя, для борьбы с этим эффектом в кабине водителя предусмотрен рубильник, которым следует переключать полярность 1 раз в час. Люминесцентные лампы (25 Вт, 220 В) соединены в группы по две с балластным резистором, в салоне 6 таких групп. Первоначальная схема зажигания была контактная, при которой в цепи ламп установлено реле, нормально замкнутыми контактами закорачивающее одну лампу. При включении напряжения 600 В незакороченная лампа зажигается, в обмотке реле возникает ток, контакты размыкаются, и зажигается вторая лампа. Эта система показала себя ненадёжной и была заменена на бесконтактную. В плафонах ламп установлены нагревательные элементы, потому что люминесцентные лампы плохо зажигаются на морозе.
- Салон двухдверного вагона Tatra T3SU компоновки 1+2 с боковым сиденьем для кондуктора на возвышении вместо 12 ряда справа, вид вперёд
- Салон трёхдверного вагона Tatra T3D компоновки 1+2, сиденья в каждом ряду за дверью справа одиночные и обращены назад, вид вперёд
- Салон трёхдверного вагона Tatra T3D компоновки 1+2 с сиденьями изменённой конструкции и площадкой без сидений напротив средней двери, вид вперёд
- Салон трёхдверного вагона Tatra T3 компоновки 1+1, вид вперёд
- Салон трёхдверного вагона Tatra T3 компоновки 1+1, вид назад
- Салон трёхдверного вагона Tatra T3SU компоновки 1+1 с тремя сиденьями сзади, вид назад

#### Кабина
В кабине, отделённой от салона перегородкой с дверью и дымчатым стеклом, размещены основные приборы управления вагоном: контроллер водителя с педальным приводом, пульт, шкаф с предохранителями справа, слева — реверсор, привод песочниц и шкаф с выключателями отопления и освещения. Сиденье водителя подрессорено, регулируется по высоте и углу наклона спинки, кабина отапливается калорифером (4,8 кВт), который также обдувает тёплым воздухом стёкла, предупреждая их запотевание или обмерзание. Калорифер может включаться на полную либо половинную мощность и забирать воздух либо из кабины для рециркуляции, либо из-под вагона, если погода не слишком холодная. Калорифер имеет автоматический тепловой выключатель с дугогашением. Без подогрева вентилятор калорифера используется для принудительной вентиляции кабины.
Контрольно-измерительные приборы на пульте:
- амперметр тока тяговых электродвигателей (класс точности 1,5), подключённый через стандартный 75 мВ шунт в цепь третьего и четвёртого двигателя, но отградуированный на полный ток всех четырёх моторов (600 А). Таким образом, амперметр даёт верные показания только при исправных двигателях;
- вольтметр низковольтной бортовой сети с пределом 40 В, который также может быть переключён для контроля напряжения генератора или аккумуляторной батареи;
- указатель спидометра.

Также на панели приборов находятся контрольные лампы, а в предохранительном ящике — низковольтный зуммер для связи пассажиров с водителем и индикации отсутствия напряжения контактной сети. Наличие высокого напряжения показывает неоновая лампочка, подключённая непосредственно к клемме с напряжением 600 В через резистор 1 МОм. Остальные сигнальные лампочки работают от низковольтной бортовой сети через гасящие резисторы (7 Ом, 1 Вт) для защиты от перенапряжений, возникающих при коммутации индуктивной нагрузки. Лампочки сигнализируют:
- о срабатывании колодочных тормозов (три лампочки, по одной для каждой тележки и одна для второго вагона системы многих единиц);
- о не закрытой хотя бы одной двери;
- о реостатной позиции ускорителя (во избежание его перегрева);
- о включённом дальнем свете фар;
- о включённом сигнале поворота (две мигающие лампочки «Направо» и «Налево»).

Для объявления остановок и прочей информации при работе без кондуктора у водителя имеется громкоговорящая установка с транзисторным усилителем AZW-161A.

### Вспомогательное механическое оборудование
Вагоны оборудованы:
- сцепками типа «рукопожатие»,
- предохранительным устройством с рычажным приводом, предотвращающим попадание человека под вагон,
- двумя песочницами для подачи под колёса песка с целью предупреждения юза и боксования,
- электродвигателями с червячно-цилиндрическим редуктором для привода дверей,
- электроприводом стеклоочистителей
- звонком с электромотором.

### Ходовая часть

#### Тележки
Ходовая часть вагона представляет собой две двухосные тележки, свободно вращающиеся вокруг шкворней, которыми они крепятся к кузову, что обеспечивает вагону маневренность на кривых участках пути и спокойный, плавный ход на прямых. Тележки вагона мостового типа, оси закрыты стальным кожухом, который одновременно является корпусом осевого редуктора. Два кожуха с продольными балками образуют конструкцию, эквивалентную раме обычной тележки, на которую через рессорное люлечное подвешивание опирается кузов. Колёса вагона составные, подрезиненные.
Каждая ось приводится в движение отдельным тяговым электродвигателем через карданную передачу и осевой редуктор. ТЭД закреплён на тележке через рессорное подвешивание и располагается на высоте всего лишь 110 мм от уровня головки рельса, отчего нередко промокает. К тележкам крепятся направляющие патрубки подачи песка, гибкие рукава подачи охлаждающего воздуха к ТЭД, брызговики и башмак магниторельсового тормоза. Масса тележки составляет 3,75 т, грузоподъёмность — 11 т.
Центральное рессорное подвешивание тележки состоит из двух комплектов упругих и гасящих элементов, размещённых на продольных балках тележки. В каждом комплексе две стальные цилиндрические витые пружины (внешняя из прутка диаметром 32 мм имеет 5 рабочих витков, внутренняя из прутка 20 мм — 8,5 витков) и шесть резиновых колец со стальными тарелками между ними.

#### Редукторы и колёсные пары
Колёсная пара состоит из оси и напрессованных на неё двух колёс, ведомой шестерни редуктора и медного заземляющего кольца. Колесо сборное, подрезиненное, состоит из ступицы, приваренного к ней диска с усиливающим конусом, нажимного диска с аналогичным конусом, моноблока обода и двух резиновых вкладышей. Колесо в сборе сжимается центральной гайкой, которая фиксируется двумя приваренными планками. Моноблок со ступицей соединяется двумя гибкими заземляющими проводниками из медной плетёнки общим сечением 25 кв. мм. Для облегчения распрессовки колёсной пары в ступице имеется отверстие для подачи в сопряжение масла ручным прессом. Обточка колеса по мере износа поверхности катания допускается до диаметра 600 мм, после чего на проточенный моноблок допускается горячая насадка ремонтного бандажа. Основным фактором, влияющим на надёжность подрезиненного колеса, признано соблюдение норм на усилие его сборки в зависимости от температуры воздуха (летом оно на четверть выше, чем зимой).
Вагоны Т-3 могут быть снабжены редукторами трёх разновидностей. Для эксплуатации на линиях с уклоном не более 80 тысячных предназначены редукторы двухступенчатый «равнинный» с передаточным числом 7,36 и гипоидный (7,42), для линий с уклонами 80—100 тысячных — двухступенчатый «горный» редуктор (9,36). В двухступенчатых редукторах первая ступень цилиндрическая с косозубыми шестернями, вторая — коническая. Коническая ступень у обоих редукторов одинаковая и имеет передаточное отношение 10:39, цилиндрическая пара равнинного редуктора — 18:34, горного — 15:36. Кожух редуктора стальной, разъёмный в горизонтальной плоскости, с двумя шарикоподшипниками для оси (со стороны ведомой шестерни подшипник двухрядный). На всех редукторах монтируется валик привода тахогенератора (измерителя скорости).
Ресурс редуктора 500 тыс. км.

#### Механические тормоза
Вагон оборудован служебными тормозами барабанно-колодочного типа с электромагнитным приводом. Тормозные барабаны диаметром 280 мм насажены на вал каждого тягового электродвигателя, полукольцевые колодки охватывают барабаны снаружи и разжимаются оттормаживающими пружинами. Укреплённый на торце поперечной моторной балки соленоид привода тормоза (номинальным усилием 55 кгс при напряжении 24 В) растормаживает колодки посредством тяги, разжимного кулака и двойной рычажной системы. Длина тяги регулируется по мере износа фрикционных накладок на тормозных колодках. Таким образом, при отсутствии тока в соленоиде колодки сжаты специальной пружиной и вагон заторможен, подачей тока в соленоид вагон растормаживается на ходу. Также на тормозном приводе установлены контакты для сигнальных лампочек колодочного тормоза на панели приборов.
Для аварийного торможения на каждой тележке вагона установлено по два магниторельсовых тормоза, питающихся током от аккумуляторной батареи (до 60 А при 24 В). Башмак магниторельсового тормоза состоит из его рабочей обмотки в металлическом защитном чехле и магнитной цепи (марка железа Ст. 20) с немагнитным зазором против головки рельса. Он подвешивается на высоте 12 мм над головкой рельса при помощи пружин и передаёт тормозное усилие продольным балкам тележки посредством мощных кронштейнов и тяги. Усилие прижатия каждого башмака к рельсу при подаче тока в катушку составляет эквивалент веса 5 тонн. Магниторельсовый тормоз включается при нажатии тормозной педали до упора или нажатии кнопки аварийного тормоза. До 1975 года штуцеры проводов, подводящих ток к катушке, были прямыми и при сходе с рельсов срезались, после 1975 года конструкция была изменена на коленчатую.

### Электрооборудование

#### Токоприёмник
Токоприёмник KE-13 — двухполозный пантографного типа с пружинным механизмом для подъёма и опускания полоза, с самодействующей защёлкой-фиксатором (крючком), устанавливается на металлической крыше вагона через деревянные бруски и резиновые изоляторы-амортизаторы (сайлент-блоки). После токоприёмника установлен вилитовый разрядник GZM0.9 для защиты от грозовых перенапряжений.
В главной силовой цепи установлен максимальный автомат, отключающий вагон посредством линейного контактора при коротком замыкании в силовой цепи и срабатывании дифференциального реле. Дифференциальное реле имеет две обмотки, включённые в цепи двух групп тяговых электродвигателей и срабатывает при значительной разнице токов в этих цепях, что может свидетельствовать о неполном коротком замыкании, на которое не реагирует максимальный автомат.

#### Ускоритель, реостаты и контакторы
Для косвенного управления током через тяговые электродвигатели (путём введения и выведения реостатов в цепи якоря) служит устройство, называемое «ускорителем». Ускоритель размещается под полом на специальной раме в средней части вагона под люком, масса его 180 кг. Ускоритель приводится в действие специальным электромотором через червячный редуктор с текстолитовой шестернёй. Электрически он представляет собой 99-позиционный клавишный переключатель реостатных элементов. Клавиши и реостатные элементы переключателя, называемые пальцами, располагаются по кругу вокруг контактного кольца и замыкаются с кольцом при вращении крестовины. При этом один за другим выводятся реостатные элементы, и ток в тяговых электродвигателях возрастает, пока они не окажутся включёнными по два последовательно на полное напряжение сети. При электрическом торможении, ускоритель, наоборот, выводит тормозные реостаты по мере уменьшения скорости вагона. Тепло, выделяющееся на реостатных элементах ускорителя, интенсивно отводится принудительным воздушным охлаждением от вентилятора мотор-генератора и зимой используется для отопления салона.
В дополнение к ускорителю для гашения пусковых импульсов тока имеются добавочные демпферные реостаты.
После вывода всех реостатов дальнейшее ускорение вагона достигается ослаблением поля возбуждения тягового электродвигателя, для чего параллельно с его обмоткой возбуждения включаются индуктивные шунты. Индуктивные шунты позволяют избежать бросков тока при отрыве пантографа на высокой скорости или прохождении секционных изоляторов и других обесточенных участков сети.
Для включения шунтов ослабления поля, магниторельсовых тормозов и в других цепях сильного тока и/или высокого напряжения используются электромагнитные контакторы с дугогашением.

#### Тяговые электродвигатели
Тяговые электродвигатели (ТЭД) типа TE-022 в количестве четырёх штук служат для отдельного привода каждой оси вагона. Они осуществляют непосредственное преобразование электрической энергии в механическую при разгоне и движении вагона, а также механической в электрическую при электродинамическом реостатном торможении. От производившихся в СССР тяговых двигателей трамвая чешские отличаются принудительным охлаждением подачей воздуха от мотор-генератора. В 1963—1965 годах устанавливались электродвигатели TM-22/22, полностью аналогичные, но с меньшим классом изоляции.
Двигатель представляет собой четырёхполюсную четырёхщёточную машину постоянного тока с последовательным возбуждением и дополнительными полюсами для компенсации реакции якоря. Часовая мощность двигателя при 1750 об/мин составляет 45 кВт (номинальное напряжение 300 В и ток 150 А), КПД 91 %. Масса двигателя 320 кг.

#### Аккумуляторная батарея
Аккумуляторная батарея служит автономным источником питания низковольтной бортовой сети вагона и магниторельсового тормоза, а также делителем напряжения мотор-генератора. Текущие потребности низковольтной сети без ограничений покрываются мотор-генератором, но большой ток рельсовых тормозов требует применять аккумуляторную батарею значительной ёмкости, которая в штатном режиме заодно сглаживает нагрузку на мотор-генератор при работе достаточно мощных приводов дверей. Используется щелочная аккумуляторная батарея из 17 элементов (банок) типа NKS-100 или отечественных ЖН-100 номинальным напряжением 24 В (наименьшее допустимое при разряде 17 В) и ёмкостью 100 А×ч. Батарея размещается в заднем конце кузова под полом в трёх ящиках, в двух из них по 4 банки, в третьем 5 банок. Выводов аккумулятора три, два от концов и один от середины для привода электродвигателя ускорителя и некоторых других приборов, работающих при напряжении 12 В. Рядом с аккумуляторной батареей расположен трёхполюсный разъединитель, отключающий её от бортовой сети вагона, и низковольтные предохранители на 15 и 100 ампер. С 1972 года по условиям пожарной безопасности разъединитель аккумуляторной батареи дублируется в кабине водителя.

#### Контроллер водителя
В системе косвенного управления тяговым током (РКСУ) контроллер водителя служит для управления ускорителем одиночного вагона или для одновременного управления ускорителями всех вагонов в системе многих единиц. Контроллер вагона Т-3 двухвальный с педальным управлением, имеет две педали — тормозную (левую) и пусковую (правую), каждая из которых воздействует на свой вал с кулачковыми шайбами, посредством которых запрограммировано управление разгоном, выбегом и торможением вагона. В системе пускового вала три шайбы и шесть пар контактов, в системе тормозного вала пять шайб и десять пар контактов. Тормозной вал и тормозная педаль фиксируются в стояночном положении посредством храповика, при этом, если педаль не находится в стояночном положении, а водитель отпускает педаль безопасности, посредством специального реле срабатывает аварийный тормоз. Контроллер не имеет механической блокировки с реверсором, в связи с чем переключение реверсора на ходу технически возможно, но запрещено, так как вызывает серьёзнейшие повреждения в силовой цепи.
Непосредственно работой ускорителя управляет одно из так называемых «вибрационных реле», а именно ограничительное реле. Реле четырёхобмоточное: первой обмоткой является силовая, из двух витков медной шины, включённая последовательно в цепь одной пары тяговых электродвигателей; вторая обмотка — регулировочная, в цепи низкого напряжения; обмотка подготовки включается в цепь ТЭД при выбеге и торможении, прерывающая обмотка также в цепи низкого напряжения. Контактная группа реле из трёх контактов, среднего и двух крайних. Основной магнитный поток создаётся силовой обмоткой и, таким образом, зависит от тока тяговых электродвигателей. Регулировочная обмотка включается на различные напряжения, получаемые с потенциометра, посредством контроллера водителя, и определяет, при каком тяговом токе реле сработает (чем меньше регулировочное напряжение, тем больше этот тяговый ток). Пока тяговый ток мал и не вызывает срабатывания реле, его средний контакт замкнут с одним из боковых, и электродвигатель привода ускорителя вращает его крестовину в сторону набора позиций (выведения реостатов), и вагон ускоряется. Как только тяговый ток возрастёт до значения, заданного регулировочной обмоткой, реле сработает и все контакты разомкнутся, набор позиций остановится. Через некоторое время, с ростом скорости вагона, противоЭДС в тяговых электродвигателях растёт, ток падает, якорь реле отпадает, привод ускорителя снова включается, и набор позиций продолжается. Реле срабатывает так быстро и часто, что якорь его вибрирует. Если же ток тяговой цепи сильно превысит заданное регулировочной обмоткой значение, средний контакт замкнётся с другим крайним контактом, привод ускорителя реверсируется и начнётся сброс позиций (ввод реостатов). Обмотка подготовки используется для установки тягового тока на значение 30—60 ампер при электрическом торможении и выбеге, а прерывающая обмотка уменьшает гистерезис реле (разницу между током срабатывания и током отпускания).

#### Двигатель-генератор
Мотор-генератор служит для преобразования постоянного тока из сети (номинальным напряжением 600 В) в постоянный ток низковольтной бортовой сети номинальным напряжением 24 В для подзарядки аккумуляторной батареи и работы низковольтного электроборудования. Мотор и генератор выполнены в общем корпусе и на общем валу, представляют собой четырёхполюсные четырёхщёточные машины постоянного тока. Напряжение в бортовой сети поддерживается постоянным при помощи вибрационного реле, по принципу действия схожему с ограничительным.

#### Вспомогательное электрооборудование
Низковольтные вспомогательные электродвигатели служат для привода ускорителя, дверей, стеклоочистителей, звонка и калорифера в кабине водителя. Электродвигатель привода дверей типа DS-7 номинальной мощностью 185 Вт двухполюсный с последовательным возбуждением, привода ускорителя — 26 Вт (при 10,5 В) с параллельным возбуждением.
Для соединения вагонов для работы по системе многих единиц под специальными лючками спереди и сзади вагона установлены 26-контактные штепсельные разъёмы.

## Модификации
- Tatra T3SU (SU — Soviet Union, Советский Союз). — Так же как и T2SU, до 1976 года вагоны T3SU поставлялись в модификации без средней двери — на её месте устанавливались два дополнительных ряда сидений. С переходом на бескондукторное обслуживание начали поставляться вагоны со средней дверью. Тем не менее, значительная часть кузовов трёхдверных T3SU сохранила заметное отличие от вагонов для других стран: расположение служебной лестницы на крышу возле задней, а не средней двери. На приведённом ниже снимке киевских трамваев T3SU эту особенность имеет хвостовой вагон. Головной вагон более поздних серий унифицирован с вагонами для Чехословакии и других стран. Кабина управления была изолирована от салона сплошной перегородкой, в отличие от T3CS, изначально имевших застеклённую верхнюю половину перегородки и дверцы. Некоторые узлы вагонов были доработаны для работы в сложных климатических условиях, характерных для России. В СССР было поставлено в общей сложности 11 368 вагонов T3SU -это крупнейшая в мире серия одинаковых трамваев, проданных в одну страну. Однако данный факт имел и оборотную сторону: СССР как основной заказчик завода ЧКД слишком долго требовал одного и только одного типа вагона, что сильно замедлило разработку новых серий, и прежде всего T5. Выпуск вагонов завершился в 1987 году.

Начиная с 1963 года, вагоны Tatra T3SU поставлялись в Москву, а впоследствии ещё в 33 города СССР. Помимо Москвы, больше всего вагонов получили Киев, Харьков, Одесса, Волгоград, Рига, Куйбышев, Свердловск, Горький, Барнаул, Уфа. 
В настоящий момент в Москве не эксплуатируются ни стандартные, ни модернизированные варианты вагонов Tatra T3SU (см. раздел Модификации в Москве). Все они были переданы в регионы и/или списаны.
На базе модификации T3SU в 1997 году был спроектирован обновлённый вариант данного вагона, получивший индекс T3RF. 
- Tatra T3SUCS (SUCS — Soviet Union-modified Czechoslovakia) — Производство оригинальной модели T3 прекратилось в 1976 году (за исключением двух вагонов для Кошице в 1980 году). Однако в начале 1980-х годов возникла необходимость замены значительного числа исчерпавших свой срок эксплуатации T1 и T2, и в связи с неготовностью перспективной модели KT8D5, более высокой ценой базовой модели T3 с устаревшей ТИСУ TV1 (и нежеланием транспортного управления переплачивать за устаревшую модель), было принято решение о поставке для Чехословакии экспортной модели с классическим электрооборудованием — ещё более устаревшим, зато дешёвым. Таким образом появились T3SUCS, экспортная модификация на тележках европейской колеи. Поскольку доработка KT8D5 затянулась гораздо дольше, чем рассчитывали, производство T3SUCS продолжалось вплоть до 1990 года. Конструктивно T3SUCS практически не отличается от экспортного исполнения T3SU.

- Tatra T3D(D — Deutschland, Германия) — Вагоны, предназначенные для ГДР. С 1968 года поставлялись в Карл-Маркс-Штадт[пол.] и с 1973 — в Шверин[пол.]. Эксплуатировались в поездах по схеме мотор+мотор, мотор+мотор+прицеп и мотор+прицеп. В качестве прицепов использовались аналогичные вагоны B3D без тягового электрооборудования. Максимальная скорость поезда с прицепными вагонами была 55 км/ч против 65 км/ч у поезда со всеми моторными вагонами. На данный момент все вагоны данного типа переданы в Уфу на пассажирскую эксплуатацию. Остальные либо модернизированы, либо переделаны в служебные, либо списаны.

- Tatra T3YU (YU — Yugoslavia, Югославия) — Вагоны, предназначенные для Югославии. Поставлялись с 1967 по 1969 год в Сараево и отличались расположением пантографа — он находился не над передней, а над задней тележкой. С 1968 года вагоны данной модификации, адаптированные для колеи 1000 мм, начали поставляться в Осиек (уже с традиционным расположением пантографа). 4 вагона последней поставки (в 1982 году) имели оборудование, аналогичное T3D, и поэтому могли эксплуатироваться с прицепными — вместе с ними были поставлены 4 прицепных вагона B3YU.

- Tatra T3R (R — Romania, Румыния) — 50 вагонов для города Галац[пол.] поставки 1971—1974 годов. Электрооборудование под напряжение 750 В.
- Tatra T3RF

(RF — Russian Federation, Российская Федерация) — Вагоны, предназначенные для России. Это последние вагоны, произведённые компанией ЧКД перед банкротством в 1997—1999 годах. Всего было изготовлено 8 вагонов для поставки в Ижевск и Самару, однако по причине экономического кризиса 1998 года, вместо четырёх вагонов, Самара выкупила лишь два. Оставшиеся в Чехии два вагона Т3RF в 2002 году выкупила транспортная компания Брно уже после банкротства ЧКД (для Брно вагоны были модернизированы и проходили по документации, как T3R-BN1). В основу типа T3RF включены кузов и дизайн масок для модернизированных вагонов T3R, производимых компанией KOS Krnov, и комплектуемые электрооборудованием от T3M.3.

## Модернизация трамваев Татра T3
Во многих городах Чехии, Словакии, а также бывшего СССР, Восточной Германии, Румынии и Югославии, трамвайные вагоны T3 прижились. К ним привыкли и водители, и обслуживающий персонал, и пассажиры. Во многих городах, например, в Москве, в Волгограде, в Одессе, в Запорожье в Харькове, Краснодаре была организована надёжная ремонтная база для этих вагонов. Городские власти решили, что им будет намного выгоднее не покупать новые трамваи, а модернизировать Татры T3. В зависимости от города, депо и прочих факторов модернизация включает:
- коренную реставрацию кузова,
- установку новых тяговых двигателей,
- установку тиристорно-импульсной или транзисторной системы управления,
- переоборудование пассажирского салона.

### Модернизации
- Tatra KT3 — это обозначение одной из моделей, появившихся в результате модернизации трамваев Т3 чехословацкого производства. Вагон КТ3 (иногда именуется как Tatra K3R-NT) является, по сути, построенным из двух трамваев Татра Т3 трёхсекционным вагоном с низкопольной средней секцией. Соединяют секции два узла сочленения, под которыми установлены тележки от вагонов Т3. Имеется система управления типа TV Progress SLT, модернизированы салон и кабина вагона. Трамвай получил также новые стеклопластиковые маски спереди и сзади. Пантограф и двери замене не подвергались, но на некоторых вагонах установлены новые двери, а также полупантографы.
- Татра Т3AS — тип трамвая, который возник в результате модернизации чехословацкого трамвая Татра Т3. В 2000 и 2001 годах трамваи Т3 были модернизированы. Предприятия Pars Nova с Šumperku модернизировали в 2000 году этот трамвайный вагон в тип Т3АС. Концепция Татры Т3АС очень похожа на трамвай Т3С. Кузов остался прежним, обновились внутренняя отделка и кабина водителя трамвая. Трамвай получил новый полупантограф, были установлены четыре двери. Кроме этого была изменена передняя и задняя маски. Эта модификация трамвая поставлялась только в Братиславу.

### Модернизация в Ижевске
Tatra T3 «Иж» — модернизированная версия, прошедшая капитальный ремонт на Ижевском трамвайном депо в 2010-х годах. Работы включают замену кабины водителя, электрооборудования, обновление интерьера и иногда установку двигателей от трамваев УКВЗ.
Также имеется модификация с низкопольной вставкой в средней части кузова. Центральный модуль изготавливался заново, обеспечивая доступ для маломобильных пассажиров. Такие вагоны сохраняют высокопольные переднюю и заднюю части.

### Модернизация в Германии
Вагоны данной серии демонстрируют значительную модернизацию. Во втором вагоне поезда удалена кабина, вместо неё маневровый пульт, установлены прислонно-раздвижные двери, новые окна с откидными форточками, в первом вагоне за счёт половины первой двери расширена кабина, установлены электронные маршрутоуказатели над лобовым стеклом, средней дверью и в торце вагона, полупантограф, тиристорно-импульсная система управления, в салоне заменены сиденья и установлены тепловые пушки. Модернизация Т3 до Т3DC проводилась на предприятии Siemens AG в 1993—1995 годах. В 2005—2006 годах эти вагоны были в большинстве своём выведены из эксплуатации в Германии и начали массово продаваться в города бывшего СССР, например в Тулу, Даугавпилс и Днепр.

### Модернизация в Уфе
Модернизация трамвая по заказу Уфимского трамвайно-троллейбусного завода выполнена Рижским вагоностроительным заводом и студией промышленного дизайна «Форма». В ходе работы изменениям подверглись обшивка, внутренняя отделка салона и кабины, при этом остались прежними облегчённый каркас, шпангоуты крыши и восстановленные тележки. В кабине появилось эргономичное кресло, новый пульт управления и отдельная печка. Большая часть компонентов, в том числе пассажирские сиденья, дверные системы, боковые и салонное зеркала, дворники — отечественного производства. В мае 2019 года стало известно, что проект был отменён из-за недостатка финансирования.

### Модификации в Москве
В Москве вагоны Татра T3 проходили модернизацию на Трамвайном ремонтном заводе «ТРЗ» ГУП «Мосгортранс» с 1998 года. Модернизированные на заводе «ТРЗ» вагоны различаются следующими обозначениями (сериями):
- ТМРП-1 (Татра, модернизированная российскими предприятиями). В 1998 году Трамвайно-ремонтным заводом в сотрудничестве с ЗАО «Агентство инвестиций в промышленность» и ООО «НПП Технический центр ГЭТ» на базе вагона Т3 № 2813 был изготовлен экспериментальный модернизированный вагон серии ТМРП-1. Вагон ТМРП-1 отличался новым дизайном передней и задней торцевых частей и поворотно-сдвижными дверями. На вагоне была применена тиристорно-импульсная система управления ТИСУ МЭРА-1 и тележки производства УКВЗ. Управление вагоном осуществлялось при помощи ручного контроллера. После проведения в депо им. Баумана испытаний и выявления определённых технических и конструктивных недоработок, вагон не был допущен к эксплуатации с пассажирами и передан музею городского пассажирского транспорта. Основываясь на первом неудачном опыте, в 1999 году из вагона Т3 № 3303 Краснопресненского депо и вагона Т3 № 2924 Депо им. Баумана были изготовлены следующие два вагона серии ТМРП-1. Вагоны имели отличия от экспериментального в части дизайна передней и задней торцевых частей и пульта управления. Вагон № 2924 начал работать в депо им. Баумана на маршруте № 11, а затем на маршруте № 17. Вагон № 3303 испытывался в Краснопресненском трамвайном депо на маршруте № 27 без пассажиров и впоследствии был передан в депо им. Баумана, где получил бортовой номер 2301. Одновременно вагону 2924 был присвоен номер 2302. Оба вагона имели постоянные проблемы с ТИСУ МЭРА-1 и уже в 2003 году были отстранены от эксплуатации. Впоследствии вагоны были отправлены на завод «ТРЗ» где были повторно модернизированы до серии МТТЧ с возвращением вагонам классического дизайна Татра Т3.

- ТМРП-2. В 2001 и 2002 годах изготовлялись вагоны ТМРП-2  и ТМРП-2М. Они поступили в Краснопресненское трамвайное депо (№ 3). Сейчас из-за отсутствия запчастей часть вагонов были полностью переделаны в МТТЧ (включая замену кабины и задней части). Вагон МТТЧ № 3403, бывший ТМРП-2, сохранил оригинальную заднюю часть. Не так давно в связи с ненадёжностью и единичным случаем выпадения человека из вагона оригинальных дверей планетарного типа на все немодернизированные ТМРП были установлены ширмовые двери от вагонов Татра T3. К 2008 году в Москве осталось всего два ТМРП — № 3333 и 3341. 11 февраля 2008 года в вагон № 3341 врезался грузовик ЗИЛ, произошёл пожар и вагон больше не смог самостоятельно ездить. Вскоре сломался другой ТМРП — № 3333 и, спустя некоторое время, был отправлен на ТРЗ, где был модернизирован и продан в Нижний Новгород, в котором вступил в строй с бортовым номером 2662.
- МТТМ (Модернизированная Татра ТРЗ Москва). Вариант модернизации вагонов Татра Т3 с электрооборудованием венгерской компании GANZ-Transelektro, что по сути является модернизацией по проекту рижских Т3А (за исключением вагона № 1367, имеющего электрооборудование TV-Progress, аналогичное вагонам серии МТТЧ). Годы производства: 2002—2004. Модернизированные вагоны Т3 серии МТТМ эксплуатируются в Краснопресненском трамвайном депо, а 1367 — в депо им. Апакова. Бортовые номера: 30349, 30352-30354, 30361-30366. Вагоны не приспособлены для работы по системе многих единиц (СМЕ), что является единственным отличием от рижских вагонов . В связи с прекращением производства компанией GANZ-Transelektro оборудования для электротранспорта в депо имеются проблемы с запасными частями для электрооборудования вагонов МТТМ. Имеются планы по постепенной замене венгерского электрооборудования на российское (АСК или ЭПРО). По состоянию на 2022 год насчитывается 5 единиц данной модели, все выведены из эксплуатации. Остальные вагоны либо модернизированы в МТТА и МТТА-2, либо списаны.

- МТТА (Модернизированная Татра ТРЗ асинхронный привод). Вариант модернизации вагонов Татра Т3 с тяговым приводом переменного тока и асинхронными электродвигателями. Изготовлено десять вагонов с бортовыми номерами 3355 с заводским 1, 3390 с заводским 2, 3465 с заводским 5, 3466 с заводским 6, 3467 с заводским 7, 3468 с заводским 8, 3469 с заводским 9, 3470 с заводским 10 для Краснопресненского трамвайного депо (№ 3). Вагон 3355 выпущен в 2004 году и оборудован тяговым приводом ЭПРОТЭТ-300, производства ЗАО «Фирма „ЭПРО“» (Санкт-Петербург). Вагон 3390 выпущен в 2006 году и был оборудован тяговым приводом Динас-301А производства завода «Динамо» (Москва). В эксплуатации оборудование Динас-301А показало себя крайне неудачно и в 2009 году силами завода «ТРЗ» было заменено на ЭПРОТЭТ-300, аналогичное используемому на вагоне № 3355. В 2010 году производство вагонов серии МТТА возобновлено. Новые вагоны, в отличие от 3355 и 3390, имеют возможность работы по системе многих единиц (СМЕ). В 2020-2021 годах все вагоны МТТА, кроме 30471, переданы в Саратов и Таганрог.

- МТТА-2 (Модернизированная Татра ТРЗ асинхронный привод, вторая модификация). Вагоны имеют двери с обеих сторон, используются на линиях без разворотных колец. В 2018 году все вагоны МТТА-2 были переданы в Волгоград для эксплуатации в системе скоростного трамвая.
- МТТД (Модернизированная Татра ТРЗ Динамо). Вариант модернизации вагонов Татра Т3 с электрооборудованием Динас-309ТК производства завода «Динамо» (Москва). Модернизированные вагоны Т3 серии МТТД эксплуатировались в трамвайном депо им. Апакова (№ 1). Бортовые номера: 1300 (опытный, выпущен в 2003 году) и 1301—1318 (выпущены в 2005 году). В основном работали по маршруту А. По системе многих единиц ходить не могут. В эксплуатации оборудование Динас-309ТК показало себя крайне неудачно, а в связи с ликвидацией производства на заводе «Динамо» депо не имеет возможности приобретать запасные части для электрооборудования. Все вагоны простаивали из-за неисправности электрооборудования. В 2008 году на заводе «ТРЗ» на вагонах электрооборудование Динас-309ТК было заменено на ТП-1, производства ЗАО «Автоматизированные системы и комплексы» (г. Екатеринбург), после чего данные вагоны получили обозначение МТТЕ.

- МТТЧ (Модернизированная Татра ТРЗ Чехия; МТТЧ на сайте ТРЗ). Вариант модернизации вагонов Татра Т3 с электрооборудованием TV-Progress производства фирмы CEGELEC (Чехия). Годы производства: 2004—2009. Всего выпущено 124 вагона. Изначально эксплуатировались в Москве в Краснопресненском трамвайном депо (№ 3) с бортовыми номерами: 1361, 1362, 3463, 30446-30449, 30452-30454, 30458, 30461-30462 и депо им. Апакова (№ 1), в котором эксплуатировались 105 таких вагонов, затем все вагоны были переданы в Барнаул, Курск и Таганрог. За исключением вагонов 3368-3389, вагоны могут эксплуатироваться двухвагонными поездами по системе многих единиц. В 06.2018 вагон 1323, пострадавший в ДТП был модернизирован на ТРЗ в МТТЕ 30131 зав. № 8.
- МТТЕ (Модернизированная Татра ТРЗ Екатеринбург). Вариант модернизации вагонов Татра Т3 с электрооборудованием производства завода ЗАО «Автоматизированные системы и комплексы» (Екатеринбург). В 2008 году на ранее модернизированных вагонах МТТД № 1307 и 1309 была произведена замена электрооборудования Динас-309ТК на ТП-1, производства ЗАО «Автоматизированные системы и комплексы» (г. Екатеринбург), после чего данные вагоны получили обозначение МТТЕ и сцеплены двухвагонным поездом по системе многих единиц (СМЕ). На 2013 год все вагоны МТТД преобразованы в МТТЕ. После долгого перерыва с января 2012 года по июнь 2018 года был снова начат выпуск МТТЕ на ТРЗ.

- KT3R («Кобра») (№ 30699, депо им. Апакова) — собран на ТРЗ на базе двух кузовов T3 (поставленных из Чехии), имеет 2 узла сочленения и среднюю низкопольную секцию.

- Tatra T3SU КВР ТРЗ — вариант модернизации вагонов Tatra T3SU. Всего построено 64 вагона данной модели, 25 из которых поставлены в Краснодар, остальные — в Нижний Новгород

### Модификации в Волгограде
Вагоны «Татра Т3» выпуска 1980—1987 годов, которые поступали на «метротрам», были модифицированы для использования системы АРС-АЛС по принципу полноценного метрополитена. Основная часть оборудования размещена в салоне возле кабины водителя, в специальном шкафу. Переданные в 2018 году из Москвы вагоны МТТА-2 переоборудованы для работы с АРС-АЛС и двухсторонним открытием дверей (до этого двери можно было открыть только с правой стороны по ходу движения).
С 2024 года Волгоградский транспорт начал обновлять свой трамвайный парк. Первый модернизированный трамвай с бортовым номером - 2731 - имеет электронные маршрутные указатели, электронные валидаторы и отапливаемые стёкла.  Планируется постройка специального завода в целях обновления городского транспорта.
В 2024 году начали орфомлять трамваи в ливрею Волгоградского транспорта. Первые борт. номера, которым оформили ливрею Волгоградского транспорта – 2702 (трёхдверный) и 2674 (двухдверный).
Tatra T3H (Tatra T3 КВР ВЭТа) – вагон Tatra T3SU под борт. номером 2710 был отправлен на КВР на завод ВЭТа в 2024 году. В марте 2025 года Андрею Бочарову был представлен совсем другой вагон Т3. В нём тоже самое, что на вагоне 2731, но он имеет современное оборудование: было заменено РКСУ на ТрСУ, прислонно – выдвижные двери, ЭМУ, мягкие сиденья, система видеонаблюдения. Вышел на обкатку 2 апреля 2025 года. Выпущен в единственном экземпляре.

#### Ливрейные вагоны Tatra T3 в Волгограде
- 2465
- 2530
- 2648
- 2674
- 2696
- 2697
- 2702
- 2710 (Tatra T3H)
- 2738
- 3002
- 3019
- 3026
- 3043
- 3044
- 5725
- 5868, 5872, 5878, 5893 (МТТА-2)

### Модификации в Алтайском крае
Модернизация трамвайных вагонов «Татра Т3» в Алтайском крае в городе Барнауле производились силами трамвайных депо № 1 и № 3, а также вагоноремонтных мастерских, располагавшихся на месте бывшего депо № 2. Работы были начаты в 2010 году и производились в соответствии с Программой развития городского электрического транспорта: краевой целевой программой обновления подвижного состава городского электрического транспорта. В планах в течение 5 лет планировалось модернизировать до 50 вагонов, а это 1/3 всего парка. Фактически удалось модернизировать всего 7 вагонов по состоянию на февраль 2015 года.
Tatra T3SU КВР Барнаул (Tatra T3SU Алтайэлектротранс) — пассажирская модификация трамвайного вагона Tatra T3 разработанная в 2010 году. Первые опытные образцы были модернизированные трамвайные вагоны с номерами № 1151 и 3059, переделанные из обычных трамвайных вагонов Tatra T3SU. Модернизация заключалась в установке чешской тиристорно-импульсной системы управления (ТИСУ), где производится коренная модернизация этих вагонов с продлением их срока службы на 15 лет. В трамвайных вагонах были установлены новые электрооборудование НПФ «АРС ТЕРМ» и привод ТрСУ «АРС-Терм» (г. Новосибирск), за счёт которого трамвай экономит электроэнергию при эксплуатации до 30 %. В салоне заменены пассажирские сиденья, установлено шесть воздушно-калориферных отопителей, автоинформатор, электронное табло. Позже таким образом было модернизировано ещё 4 вагона.
В начале 2013 года вновь началась модернизация старых трамвайных вагонов Tatra T3SU, первый экспериментальный опытный образец стал и оказался старый трамвайный вагон Tatra T3SU № 3021. В процессе модернизации реставрируется кузов, устанавливаются новые маршрутные указатели с дистанционным управлением. В течение полутора лет вагон проходил полностью новую модернизацию, в итоге были сделаны следующие работы: в трамвайном вагоне были установлены новые электрооборудование НПФ «АРС ТЕРМ» и привод ТрСУ «АРС-Терм» (г. Новосибирск), за счёт которого трамвай экономит электроэнергию при эксплуатации до 40 %. В салоне заменены пассажирские сидения, установлены новые двери, установлены передние и задние части от списанного трамвайного вагона Tatra T6B5, установлено шесть воздушно-калориферных отопителей, автоинформатор, электронное табло. Трамвайный вагон Tatra T3SU был присвоен к новой моделью маркой Tatra T3SU КВР Барнаул. 30 августа 2013 года вагон начал работать на линии с прежним номером 3021.
В апреле 2019 года была возобновлена модернизация трамвайных вагонов Tatra T3SU. По состоянию на июнь 2025 года модернизировано 23 вагона.

#### Модернизированные вагоны Tatra T3 в Барнауле
- 1096
- 1106
- 1107
- 1131
- 1151
- 1208
- 1230
- 3020
- 3021
- 3028
- 3036
- 3059
- 3063
- 3068
- 3237
- 3249
- 3260
- 3261
- 3264
- 3266
- 3275
- 3277
- 3284

### Модификации в Киеве
В Киеве первой модернизированной «Татрой» T3 был вагон депо имени Шевченко 6007. Модернизация заключалась в установке чешской тиристорно-импульсной системы управления (ТИСУ) производства «ČKD Trakce a.s.», о чём свидетельствовала надпись на борту вагона. В 1997 году вагон 6007 был списан и утилизирован в 2000-м.
Вторым спустя более 5 лет был вагон 5778 из Лукьяновского депо: на него была установлена транзисторная система управления (ТрСУ) «Прогресс». Это было начало модернизации «Татр» T3 в Киеве. Вскоре некоторые вагоны депо имени Красина серии 59xx прошли капитальный ремонт и были снабжены ТрСУ «Прогресс», получив неофициальное название «Татра T3 Прогресс». Эта модернизация была проведена Дарницким депо, где вагоны и остались для эксплуатации. Такие вагоны внешне немного отличаются от обычных «Татр» T3 дизайном кабины и задней части, главным отличием является именно ТрСУ. В настоящее время все «Прогрессы» принадлежат Дарницкому ТРЭД.
Кроме обыкновенных модернизированных «Татр» T3 в Киеве есть четырнадцать вагонов типа «Татра» KT3UA № 401—414 (в плане 20 таких трамваев для СТ), которые прозвали «Коброй». Все они находятся в трамвайном депо имени Шевченко. Вагон изготовлен из двух вагонов «Татра» T3 со вставкой новой средней низкопольной секции. Основные работы по первому вагону были выполнены в Чехии на предприятии «Pars Nova a.s.», окончательно он был доделан в Дарницком депо. Аналогично изготовлена «Кобра» для Кривого Рога. В настоящее время новые «Кобры» изготавливает Киевский завод электротранспорта в сотрудничестве с чешскими специалистами. Киевские «Кобры» работают на реконструированных маршрутах скоростного трамвая (№№1, 2, 3).

### Модификации в Одессе
Модернизация вагонов «Татра Т3» производится силами трамвайных депо № 1 и № 2, а также вагоноремонтных мастерских, что на месте бывшего депо № 3 (Ильича). Работы были начаты в 2001 году и производятся в соответствии с Программой развития городского транспорта. До 2010 года планировалось модернизировать 96 вагонов, а это 1/3 всего парка. Таким образом, Одесса стала третьим городом на территории бывшего СССР после Москвы и Риги, где производится коренная модернизация этих вагонов с продлением их срока службы на 15 лет. В отличие от московских вагонов ТМРП, внешний вид одесских вагонов изменяется незначительно.
В процессе модернизации реставрируется кузов, устанавливаются новые маршрутные указатели с дистанционным управлением, в том числе задний в верхней части кузова, не предусмотренный на вагонах этой модели, вагоны оборудуются транзисторной системой управления TV Progress производства Cegelec a.o., Чехия. Полностью обновляется интерьер салона (новые сиденья, отныне устанавливаемые в один ряд с каждой стороны, новые поручни и отделка) и кабины, в салоне устанавливается светодиодное информационное табло с информацией об улице, по которой следует вагон, и очередной остановке, а также автоинформатор. Водитель всего лишь вводит специальный параметр соответствующего маршрута и на всех наружных указателях устанавливается нужный маршрут следования, а в пассажирском салоне на табло высвечивается следующая остановка. Также по заданным параметрам производится автоматическое объявление остановок (на украинском и английском языках).
Впервые в Одессе на модернизированных вагонах применялся полупантограф, о котором следует сказать несколько слов. На первых вагонах устанавливались импортные пантографы, складывание которых производится с помощью электропривода. На вагоне 4062 применили полупантограф украинского производства ПО «ЮжМаш» с ручным складыванием. Но изящные полупантографы оказались весьма хрупкими и ненадёжными в работе и после серьёзных поломок заменялись на обычные пантографы типа КЕ-13 производства ЧКД-Прага. Начиная с 2003 г. полупантографы на новых вагонах не применяются.
Вагон с номером 3088 является единственным 2-дверным вагоном, прошедшим модернизацию. Вагон, чаще всего, работает на маршруте № 19.
Вагоны изначально не были предназначены для работы в составе поездов, однако 6 вагонов в 2005, 2008 и 2012 годах сохранили розетки низковольтных цепей. В 2008 году был ненадолго составлен первый поезд из модернизированных вагонов 3331 и 2976, второй поезд из вагонов 2948 и 2978 неделю подряд выходил на 28 маршрут летом 2011 года, а поезд 2955 + 3306 и вовсе был только на испытаниях.
На данный момент модернизировано 113 вагонов, в эксплуатации находится 111 вагонов, (2 сгорело (4020, 4077) и вместо них восстановлены другие вагоны (4024 стал 4020, 3311 стал 4077). По состоянию на июнь 2012 года программа модернизации подвижного состава в Одессе завершена.

### Модификация в Риге
В Риге трамвай использует токоприёмник типа «штанга», что избавляет от необходимости модернизировать пересечения с троллейбусной контактной сетью. Непосредственно модернизация (реновация) вагонов включала главным образом замену системы управления: ускорителя на ТИСУ. Самое интересное, что вагоны модернизированы силами депо и ВРМ, однако, пескоструйная обработка происходила на РВЗ, но всё остальное, включая установку ТИСУ,производили в 5-м Трамвайном депо. Вагоны получили индекс Tatra T3A.

### Модификации в Харькове
На Харьковском Вагоноремонтном заводе несколько вагонов Tatra T3 переделали в моторно-грузовые платформы (ниже, 2 иллюстрации слева), один вагон переоборудован в лабораторию контактной сети (ВКМ-0403).
T3ВПА — пассажирская модификация вагона Tatra T3 разработанная в 2008 году. В вагоне установлена транзисторная система управления «Эпро» российского производства. Двери планетарные, в комбинации 2-2-2. Салон освещается двумя линиями люминесцентных ламп. Примечательно, что в июне 2009 года, при передаче в линейную эксплуатацию в Салтовское депо, ошиблись при нанесении номера, и первый вагон получил номер 4110, а не 4101. В течение 2 лет было построено 4 вагона, на данный момент производство приостановлено. Все 4 вагона пострадали во время обстрелов Салтовского трамвайного депо в феврале-марте 2022 года, два из них ожидают списания, оставшиеся не эксплуатируются.
Т3ВПНП — пассажирская модификация вагона Tatra T3. Первый вагон этой модификации построили в вагоноремонтном депо в 2017 году. Двери выдвижные, в комбинации 2-2-2. Первый трамвай модификации ВПНП был создан под номером 585. В течение 3 лет было построено 3 вагона этой модификации. В связи с проблемой с COVID-19 производство приостановлено. Два из трех вагонов пострадали во время обстрелов Салтовского трамвайного депо в феврале-марте 2022 года - один не эксплуатируется (585), еще один ожидает списания (4010). Вагон №575 по состоянию на сентябрь 2024 года работает на маршруте.
T3-ВПСт — пассажирская модификация вагона Tatra T3. Первый вагон этой модификации построили в вагоноремонтном депо в 2017 году. В течение года построено 20 вагонов этой модификации. Отличием от стандартных вагонов Tatra T3 является наличие статического преобразователя.
- МГП-1 в Харькове
 на базе Татры Т3, вид сзади
- Моторная грузовая платформа МГП-1 на базе Татры Т3, вид спереди
- Tatra T3А в Риге со штанговым токосъёмом
- Модернизированная Tatra T3ВПА в Харькове
- Модернизированная Tatra Т3-ВПНП в Харькове
- Модернизированный вагон Tatra Т3-ВПСт в Харькове

### Модификация в Донецке
Трамваи модернизировали средствами Вагоноремонтных мастерских. Всего перестройке подверглось два вагона: 4136, 4155. Позже к ним добавились ещё три вагона: и 4182 — 4184. Были демонтированы мотор-генераторы и ускорители, некоторая часть электроники переместилась в салон. В процессе модернизации отреставрирован кузов, установлены новые маршрутные указатели, вагоны оборудованы тиристорно-импульсной системой управления производства Украины. Полностью обновился интерьер салона (новые сиденья, новые поручни и отделка) и кабины водителя.

### Модификации в Орле
Осенью 2008 года началась кампания по расконсервации партии простаивающих с поломками трамваев. В апреле 2009 года первый модернизированный трамвай № 038 Tatra T3SU, аналогичный московскому МТТЧ (единственное отличие — орловские модернизаты не могут работать по СМЕ), вышел на линию. Ни одно трамвайное предприятие Центральной России, кроме Орловского ТТП, за такое не бралось.
Модернизированные Татры оборудуются современным чешским оборудованием TV Progress производства компании «Cegelec», позволяющим экономить электроэнергию до 50 % и продлевающим срок службы трамвая на 10 лет.
В начале июня 2009 года на линии появился второй модернизированный трамвай № 054, который до 1990-х годов работал вторым прицепным вагоном по СМЕ с трамваем № 053, оставшимся в консервации. № 054 появился в необычной, резко отличающейся окраске — белый и голубой цвет. Спереди вагона, где обычно располагается бортовой номер, был нанесён герб города Орла, а на борту — надпись «Наш труд — тебе, любимый город!». Одновременно с № 054 сменил стандартную окраску и № 038.
К октябрю 2009 года на орловских линиях уже работало 5 полностью восстановленных и модернизированных трамваев Tatra T3SU: № 038, 054, 014, 019, 021. В кладбищенском уголке осталось 6 вагонов, подлежащих восстановлению: № 005, 006, 012, 020, 022, 053. Закупленные запчасти закончились, но руководство ТТП планирует со временем восстановить все трамваи.

## Недостатки трамваев Татра T3
- Пол салона расположен высоко.
- В салонах шумно из-за работы мотор-генератора (служит для преобразования 600 В в 24 В для низковольтных цепей). Однако в некоторых модификациях трамвайного вагона (к примеру, в модификации Самарского ТТУ Tatra T3E) путём замены мотор-генератора удалось добиться отсутствия шума и при стоянке, и при движении трамвайного вагона. Единственные источники шума — работающие отопители «ЭТНА», при выключенных отопителях вагон абсолютно бесшумен, наличие и сила звука при движении трамвайного вагона зависят от качества рельсового полотна.
- Кабина водителя очень тесная и в некоторых учебных вагонах (там, где она рассчитана на дополнительное кресло ученика) загораживает половину передней двери.
- Залипание пальцев ускорителя из-за неаккуратных действий водителей, в результате чего вагон резко стартует и тормозится. Правда, такая неисправность сравнительно легко устраняется при ЕО в депо.
- Низкие окна. Стоящему пассажиру необходимо нагнуться, чтобы посмотреть в окно. Также узкие «подоконники» неудобны для того, чтобы на них опирались сидящие пассажиры.
- Некоторые трамваи сильно скрипят на поворотах (так же, как и КТМ/КТП-2).
- Сильное воздействие на путь, как и у всех трамваев того поколения (КТМ-5М3, РВЗ-6, ЛМ-68М, ЛВС-86) с мостовыми безрамными тележками одинарного подвешивания.
- Низкий потолок и низко расположенные поручни. Людям ростом выше 180 сантиметров приходилось пригибаться на входе и выходе.

## Обслуживание и ремонт
Заводом-изготовителем рекомендуется следующая периодичность обслуживания вагона:
- ЕО — ежедневный осмотр, через 400 км пробега;
- КО — контрольный осмотр, через 3000 км пробега (раз в две недели);
- СП — средний просмотр, через 50 000 км;
- ОП — основной просмотр, через 150 000 км;
- ГР — генеральный ремонт, через 600 000 км.

При эксплуатации совместно с вагонами других типов в СССР были приняты нормы периодичности подъёмочного ремонта в 70 000 км, таким образом, амортизационный срок службы вагона составляет 17-18 лет при пробеге 1 120 000 км. В ходе многих ремонтов практика эксплуатации вагона в более сложных климатических условиях требует проведения более глубоких работ, чем требует изготовитель. Ремонтный цикл при этом включает, кроме ЕО, равномерно распределённые по этому пробегу:
- заводской ремонт второго объёма (№ 5);
- два заводских ремонта первого объёма (№ 4);
- четыре средних ремонта (№ 3);
- восемь малых ремонтов (№ 2) через 70 000 км;
- кантовку (переворачивание) тележек и обточку бандажей для уменьшения шума при катании через 35 000 км;
- предупредительный ремонт (№ 1) каждые три недели (4000 км);
- профилактический осмотр (№ 0) 2-3 раза в неделю (600 км).